# Haeterius wagneri
Haeterius wagneri är en skalbaggsart som beskrevs av Ross 1938. Haeterius wagneri ingår i släktet Haeterius och familjen stumpbaggar. Inga underarter finns listade i Catalogue of Life.